# Mas Gibert
Mas Gibert és una masia del municipi de Creixell (Tarragonès) inclosa en l'Inventari del Patrimoni Arquitectònic de Catalunya.

## Descripció
Situada a 150 m sobre el nivell del mar. A la planta baixa hi ha belles arcades gòtiques i sobre una finestra condemnada consta la data del segle xvii.
La propietat abasta la part més alta del terme de Creixell i limita amb la Trunyella i la Pobla.
El mas Gibert manté forces relacions de veïnatge amb La Pobla de Montornès i una part de les terres de la propietat pertanyen a aquest municipi.